# Осем (река)
Осем — река в России, протекает в Белохолуницком районе Кировской области. Устье реки находится в 939 км по левому берегу реки Вятки. Длина реки составляет 12 км.
Исток реки в лесу севернее деревни Высоково (Поломское сельское поселение) в 23 км к юго-востоку от города Нагорск и в 40 км к северо-востоку от города Белая Холуница. Река течёт на северо-запад по ненаселённому, заболоченному лесному массиву. Перед устьем протекает обширное Каевское болото. Впадает в Вятку выше посёлка Липовое (Мулинское сельское поселение).

## Данные водного реестра
По данным государственного водного реестра России, Осем относится к Камскому бассейновому округу, водохозяйственный участок реки — Вятка от истока до города Киров, без реки Чепца, речной подбассейн реки — Вятка. Речной бассейн реки — Кама.
По данным геоинформационной системы водохозяйственного районирования территории РФ, подготовленной Федеральным агентством водных ресурсов:
- Код водного объекта в государственном водном реестре — 10010300212111100030634
- Код по гидрологической изученности (ГИ) — 111103063
- Код бассейна — 10.01.03.002
- Номер тома по ГИ — 11
- Выпуск по ГИ — 1